# Danny Phantom
Danny Phantom este un serial american de animație pentru copii. Serialul urmărește viața plină de probleme a lui Daniel Joseph "Danny Phantom" Fenton. Acesta are o mulțime de prieteni și locuiește cu familia sa într-o casă din orașul americană Amity Park.
Creatorul seriei, Butch Hartman, consideră că acesta este lucrarea cea mai cunoscută, în ciuda faptului că are un timp de producție foarte scăzut în comparație cu alte lucrări ale sale, Nașii mei vrăjitori. Jocurile video, jucăriile și cărțile au fost făcute pe baza seriei.